# Ixodes bakeri
Ixodes bakeri är en fästingart som beskrevs av Joseph Charles Arthur och Clifford 1961. Ixodes bakeri ingår i släktet Ixodes och familjen hårda fästingar. Inga underarter finns listade i Catalogue of Life.